# Teatro Álvaro de Carvalho

O Teatro Álvaro de Carvalho (TAC) é um teatro brasileiro, localizado em Florianópolis, a capital de Santa Catarina. Teve sua construção iniciada com o lançamento da pedra fundamental em 29 de julho de 1857. Seu nome primeiro foi Teatro Santa Isabel, nome dado em homenagem à Princesa Isabel. Foram dezoito anos de obras e paralisações, devido à falta de recursos.

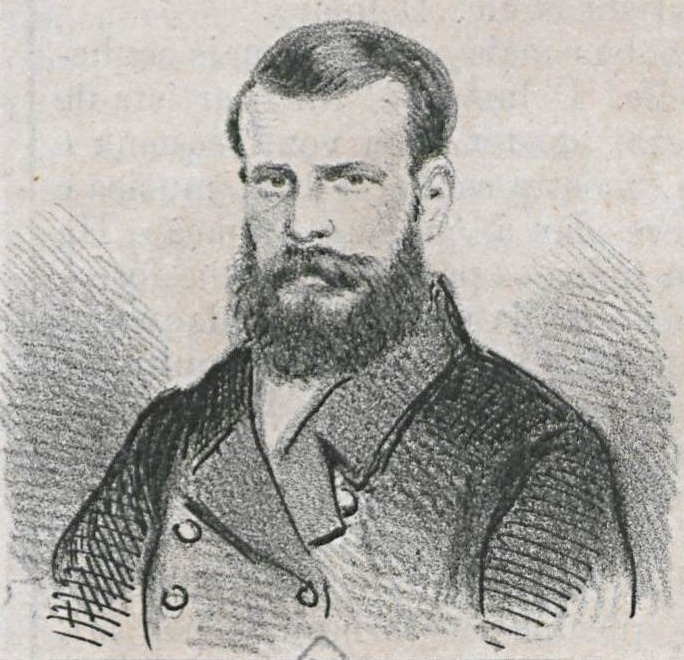
Álvaro Augusto de Carvalho, que dá nome ao teatro.

Depois de inaugurado, não possuía ainda os recursos necessários, e as companhias artísticas tinham que arcar com os custos do fornecimento de iluminação e cadeiras para camarotes e plateia. Desde 1894, numa atitude de rompimento com a monarquia extinta, o edifício passou a chamar-se Teatro Álvaro de Carvalho, em homenagem ao primeiro dramaturgo local.
A edificação, originalmente de características luso-brasileiras, foi sendo reformada e, ao longo do século XX, adotou as linhas ecléticas. Em 1955, no governo de Irineu Bornhausen, o teatro veio a sofrer alterações radicais, sendo o espaço interno de autoria do engenheiro-arquiteto Tom Trougott Wildi. Em 1975 e 1984, aconteceram novas reformas. O tombamento como Patrimônio Estadual data de 1988.
No acesso às escadarias, dois vitrais retratam cenas populares e folclóricas e, no foyer, podem ser admiradas duas grandes telas do artista plástico Martinho de Haro.
A sala de espetáculos tem capacidade para 470 poltronas.